# Fabian Ebenhoch
Fabian Ebenhoch (Mittelberg, 12 gennaio 1979) è un allenatore di sci nordico ed ex saltatore con gli sci austriaco.

## Carriera
Diplomatosi presso il ginnasio sportivo di Stams e successivamente laureato in scienze motorie e management sportivo all'Università di Innsbruck, Fabian Ebenhoch debuttò in Coppa del Mondo di salto con gli sci il 6 gennaio 1998 a Bischofshofen, classificandosi 42º. Nelle successive tre tappe, ad Harrachov, Innsbruck e Iron Mountain riuscì a conquistare i suoi primi punti validi per la classifica di Coppa.
I suoi principali successi giunsero alla XIX Universiade invernale, tenutasi nel 1999 a Poprad, ove vinse l'oro, a pari merito con Łukasz Kruczek, nella gara dal trampolino normale, e l'argento nella gara a squadre sul medesimo trampolino. Si ritirò dalle competizioni il 27 febbraio 2000, dopo aver concluso fuori dalla zona punti la tappa di Coppa del Mondo a Iron Mountain.
Dopo il ritiro, Ebenhoch intraprese la carriera di allenatore di salto con gli sci: dal 2001 al 2003 fu commissario tecnico della nazionale austriaca di salto femminile, per poi passare a ricoprire il medesimo incarico per la neonata nazionale italiana.
Nel maggio 2011 divenne capo allenatore della nazionale italiana di combinata nordica, incarico che ricoprì fino al 2013, quando passò ad allenare la nazionale svizzera di salto femminile.

## Palmarès

### Universiadi
- 2 medaglie[2]:
  - 1 oro (trampolino normale a Poprad Tatry 1999)
  - 1 argento (gara a squadre a Poprad Tatry 1999)

### Coppa del Mondo
- Miglior piazzamento in classifica generale: 69º nel 2000